# Acartia bifilosa
Acartia bifilosa är en kräftdjursart som först beskrevs av Giesbrecht 1881.  Acartia bifilosa ingår i släktet Acartia och familjen Acartiidae. Arten är reproducerande i Sverige. Inga underarter finns listade i Catalogue of Life.